# Juan Pablo Medina
Juan Pablo Medina (Arlington, Virgínia, 22 d'octubre de 1977) és un actor estatunidenc d'origen mexicà, famós per la seva participació a la telenovel·la Drenaje profundo.

## Carrera
Va iniciar la seva carrera en la telenovel·la Cuando seas mía. És diplomat de l'escola d'actuació CEFAC de Televisión Azteca, empresa per la qual va treballar durant molts anys (2000-2013).
Ha participat en diferents produccions de televisió entre les quals es troben La casa de las flores (2018), Soy tu fan (2010), Guerra de ídolos (2017), Sin rastro de ti (2016), Las Juanas (2005), entre d'altres.
Medina ha format part del repartiment d'obres com La enfermedad de la juventud i Un dos tres por mi i Todos mis amores.
També ha participat en diverses pel·lícules entre les quals es troben Guadalupe Reyes (2019), Amor de mis amores (2014), No sé si cortarme las venas o dejármelas largas (2013), La vida inmoral de la pareja ideal (2016) i Espacio interior (2012).
El juliol de 2021 Medina fou hospitalitzat per una trombosi venosa que va requerir de l'amputació de la seva cama dreta.

## Filmografia

### Televisió
| Any       | Títol                       | Rol                              | Notes                                                       |
| --------- | --------------------------- | -------------------------------- | ----------------------------------------------------------- |
| 2001      | Souvenir                    | Fausto                           |                                                             |
| 2001      | Cuando seas mía             | Bernardo Sánchez Serrano Vallejo | Actuació estelar                                            |
| 2001      | Lo que callamos las mujeres | Rodolfo                          | Episodi: «Todo a la venta»                                  |
| 2002      | El país de las mujeres      | Diego                            | Actuació estelar                                            |
| 2002      | Sin permiso de tus padres   |                                  |                                                             |
| 2003      | El poder del amor           |                                  |                                                             |
| 2003      | Enamórate                   | Samuel                           | Actuació estelar                                            |
| 2004      | Soñarás                     | Alfredo                          | Antagonista principal                                       |
| 2004      | La vida es una canción      | Mario                            |                                                             |
| 2005      | Las Juanas                  | Eliseo Bustamante                | Actuació estelar                                            |
| 2007      | Ljubav u zaledu             | Enrique Castillo                 |                                                             |
| 2007—2008 | Se busca un hombre          | Armando                          | Actuació estelar                                            |
| 2008      | Cambio de vida              |                                  | Episodi: «Despecho»                                         |
| 2009      | Eternamente tuya            | Iván                             | Actuació estelar                                            |
| 2009      | Cada quien su santo         |                                  | Episodi: «Santo matrimonio»                                 |
| 2009—2010 | Gregoria, la cucaracha      | Detective Muñoz                  |                                                             |
| 2010      | Drenaje profundo            | Ulises Elizalde                  | Elenc principal, 20 episodis                                |
| 2010      | Soy tu fan                  | Iñaqui Díaz de Olavarrieta       | Elenc principal, 25 episodis                                |
| 2011—2012 | Lucho en familia            | Beto                             | Elenc principal, 30 episodis                                |
| 2012      | Amor cautivo                | Efraín Rivero                    | Actuació estelar                                            |
| 2013      | Secretos de familia         | Juan Pablo                       | Actuació estelar                                            |
| 2014      | Amor sin reserva            | Óscar Padilla                    | Actuació estelar                                            |
| 2015      | Paramédicos                 | Sebastián                        | Elenc recurrent, 10 episodis                                |
| 2016      | Sin rastro de ti            | Tomás Burgos                     | Actuació estelar                                            |
| 2016—2017 | Blue Demon                  | Dr. Buelna                       | Invitat, 2 episodis                                         |
| 2017      | Guerra de ídolos            | Amado Matamoros                  | Co-protagonista                                             |
| 2017—2018 | 40 y 20                     | Samuel Hilario                   | Episodi: «Corregido y aumentado» Episodi: «La chavita bien» |
| 2018      | Ingobernable                | General Raúl Mejía               | Invitat especial, 8 episodis                                |
| 2018—2020 | La casa de las flores       | Diego Olvera                     | Elenco principal, 27 episodis                               |
| 2021      | Amarres                     | Ricardo                          | Elenc principal                                             |

### Cinema
| Any  | Pel·lícula                                      | Rol                  | Director                  | Notes         |
| ---- | ----------------------------------------------- | -------------------- | ------------------------- | ------------- |
| 1999 | La segunda noche                                | Muchacho del coche   | Alejandro Gamboa          |               |
| 2003 | Contratiempo                                    |                      |                           |               |
| 2003 | Cielo nuevo                                     |                      |                           |               |
| 2003 | Veinte Varos                                    |                      |                           |               |
| 2004 | Cero y van cuatro                               | Alfonso "El Torzón"  | Carlos Carrera            |               |
| 2005 | La última noche                                 | Sergio               | Alejandro Gamboa          |               |
| 2006 | Alta infidelidad                                | Leonardo             | Adolfo Martínez Orzynzski |               |
| 2007 | Cañitas                                         | Fernando             | Julio César Estrada       |               |
| 2008 | El garabato                                     | Rodolfo              | Adolfo Martínez Solares   |               |
| 2008 | Déficit                                         |                      | Gael García Bernal        |               |
| 2008 | Cinco días sin Nora                             | José Kurtz (joven)   | Mariana Chenillo          |               |
| 2008 | Volverte a ver                                  | Marco                | Gustavo Adrián Garzón     |               |
| 2012 | Espacio interior                                | Don Pedro (joven)    | Kai Parlange Tessmann     |               |
| 2013 | Sobre ella                                      | Daniel               | Mauricio Valle            |               |
| 2013 | No sé si cortarme las venas o dejármelas largas | Botarga "La flor"    | Manolo Caro               |               |
| 2013 | Velasco                                         | Santiago Velasco     |                           |               |
| 2014 | Cásese quien pueda                              | Mariano              | Marco Polo Constande      |               |
| 2014 | La dictadura perfecta                           | Novio                | Luis Estrada              |               |
| 2014 | Amor de mis amores                              | Carlos               | Manolo Caro               |               |
| 2014 | Elvira, te daría mi vida pero la estoy usando   | Executiu             | Manolo Caro               |               |
| 2015 | Eres mi pasión                                  | Armando              | Anwar Safa                |               |
| 2016 | Treintona soltera y fantástica                  | Sensei               | Chava Cartas              |               |
| 2016 | La vida inmoral de la pareja ideal              | Igor                 | Manolo Caro               |               |
| 2016 | Sr. Pig                                         | Agente personalizado | Diego Luna                |               |
| 2017 | Casi una gran estafa                            | Adalberto            | Guillermo Barba           |               |
| 2019 | Solteras                                        | Diego                | Luis Javier Henaine       |               |
| 2019 | ¿Conoces a Tomás?                               | Don T.               | María Torres              |               |
| 2019 | Un papá pirata                                  | Gaspar               | Humberto Hinojosa Oscáriz |               |
| 2019 | Guadalupe Reyes                                 | Hugo                 | Salvador Espinoza         |               |
| 2020 | El club de los idealistas                       | Aranas               | Marcelo Tobar             | Posproducción |
| 2020 | Se busca papá                                   | Alberto              | Javier Colinas            |               |
| 2021 | La Casa de las Flores: la película              | Diego Olvera         | Manolo Caro               |               |